# Puning

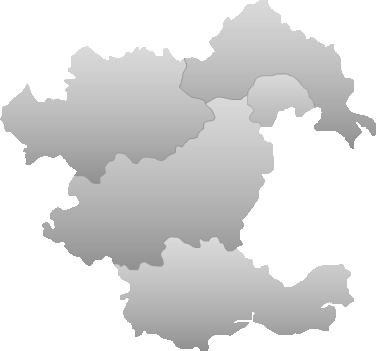
Lage des kreisfreien Stadt Puning im Gebiet der bezirksfreien Stadt Jieyang

Die Stadt Puning (chinesisch 普宁市, Pinyin Pǔníng Shì) ist eine kreisfreie Stadt in der südchinesischen Provinz Guangdong. Sie gehört zum Verwaltungsgebiet der bezirksfreien Stadt Jieyang. Puning hat eine Fläche von 1.620 km² und zählt 1.998.619 Einwohner (Stand: Zensus 2020). Regierungssitz ist das Straßenviertel Liushabei (流沙北街道).

## Administrative Gliederung
Auf Gemeindeebene setzt sich die kreisfreie Stadt aus fünf Straßenvierteln, 19 Großgemeinden und einer Gemeinde zusammen. 